# Кам'яномостівська селищна територіальна громада
Кам'яномостівська селищна територіальна громада — територіальна громада в Україні, в Первомайському районі Миколаївської області. Адміністративний центр — селище Кам'яний Міст.
Площа громади — 119,77 км², населення — 3854 мешканці (2018).
Утворена 12 вересня 2016 року шляхом об'єднання Кам'яномостівської, Кодимської та Кримківської сільських рад Первомайського району.

## Населені пункти
До складу громади входять 2 селища (Кам'яний Міст і Садибне) та 13 сіл:
- Зелені Кошари
- Зоряне
- Новоандріївка
- Кам'яний Міст
- Катеринка
- Коломіївка
- Кримка
- Кумарі
- Петрівка
- Полтавка
- Старі Кошари
- Степківка
- Степове